# Pijamas (canción)
«Pijamas» es una canción y el primer sencillo del grupo musical argentino Babasónicos que fue incluida en su noveno álbum de estudio Mucho, publicado en 2008.

## Significado
El origen y significado de la canción se remonta a un día en que Adrián Dárgelos junto a Diego Castellano y Diego Rodríguez se encontraban trabajando en su estudio, colocando caños y realizando otras tareas de construcción.

## Lista de canciones
1. «Pijamas» - 3:29[5]